# Craugastor catalinae
Espèce
Synonymes
- Eleutherodactylus catalinae Campbell & Savage, 2000

Statut de conservation UICN

 CR A2ace : 
En danger critique
Craugastor catalinae est une espèce d'amphibiens de la famille des Craugastoridae.

## Répartition
Cette espèce se rencontre de 1 220 à 1 800 m d'altitude dans le bassin du río Cotón au Costa Rica et sur le volcan Barú au Panama.

## Étymologie
Cette espèce est nommée en l'honneur de Karen R. Lips, Catalina étant la forme espagnole de Karen.

## Publication originale
- Campbell & Savage, 2000 : Taxonomic reconsideration of Middle American frogs of the Eleutherodactylus rugulosus group (Anura: Leptodactylidae): a reconnaissance of subtle nuances among frogs. Herpetological Monographs, vol. 14, p. 186-292.